# Гольдінов Ілля Григорович
Гольдінов Ілля Григорович (1919, Київ — 1942) — український боксер («Динамо» Київ, УРСР), багаторазовий чемпіон УРСР (1937—1941), срібний призер Чемпіонату СРСР (1940). Виступав у важкій вазі.
В липні 1941, в Києві, вступив до Другого партизанського полку НКВС. 26 липня 1941 був призначений командиром взводу. У вересні 1941 виходив з оточення у складі 558 стрілецького полку 159 стрілецької дивізії. Був поранений, потрапив у полон. В 1942 брав участь у діяльності київського підпілля.
Пропав безвісти. За даними Українського штабу партизанського руху — 25 травня 1943 р.
Ілля Гольдінов — головний герой роману Олексія Нікітіна «От лица огня» (2021, Київ, «Лаурус»). В українському перекладі роман має назву «Бат-Амі» (2021, Київ, «Фенікс»).